# خانه (ترانه بی‌تی‌اس)
«خانه» (به انگلیسی: Home) ترانه‌ای از گروه پسرانهٔ کره‌ای بی‌تی‌اس است. این قطعه در ۱۲ آوریل ۲۰۱۹ به‌صورت دیجیتال، به‌همراه آلبوم چندآهنگهٔ نقشهٔ روح: پرسونا منتشر شد.

## عوامل
جزئیات برگرفته از یادداشت‌های خطی سی‌دی نقشهٔ روح: پرسونا است.
| - بی‌تی‌اس – آواز - پی‌داگ – ترانه‌سرایی، تهیه‌کنندگی، کیبورد، سینث‌سایزر، تنظیم آواز، تنظیم رپ، مهندس ضبط - آراِم – ترانه‌سرایی، تنظیم رپ، مهندس ضبط - لورن دایسون – ترانه‌سرایی - توشار اپته – ترانه‌سرایی - شوگا – ترانه‌سرایی - جی-هوپ – ترانه‌سرایی | - کریستا یانگز – ترانه‌سرایی - جولیا راس – ترانه‌سرایی - جونگ بابی – ترانه‌سرایی - سونگ جه-کیونگ – ترانه‌سرایی - ادورا – ترانه‌سرایی، کورس، مهندس ضبط، ویرایش دیجیتال - جونگ کوک – کورس - هیس نویز – مهندس ضبط - جونگ وو-یونگ – ویرایش دیجیتال |

## جداول
| جدول (۲۰۱۹)                                        | بالاترین موقعیت |
| -------------------------------------------------- | --------------- |
| استرالیا (ای‌آرآی‌ای)                                | ۹۹              |
| کانادا (۱۰۰ آهنگ داغ کانادا)                       | ۷۵              |
| مجارستان (۴۰ تک‌آهنگ برتر)                          | ۲۶              |
| ژاپن (۱۰۰ آهنگ داغ ژاپن)                           | ۶۹              |
| لیتوانی (آگاتا)                                    | ۱۹              |
| مالزی (آرآی‌ام)                                     | ۶               |
| تک‌آهنگ‌های داغ نیوزیلند (آرام‌ان‌زد)                  | ۱۰              |
| اسلواکی (۱۰۰ تک‌آهنگ دیجیتال برتر)                  | ۹۴              |
| کرهٔ جنوبی (گائون)                                  | ۱۶              |
| کرهٔ جنوبی (۱۰۰ آهنگ داغ کی-پاپ بیلبورد)            | ۴               |
| مستقل بریتانیا (اوسی‌سی)                            | ۱۲              |
| فوران‌کننده زیر ۱۰۰ آهنگ داغ ایالات متحده (بیلبورد) | ۱               |